# Parco Botanico Municipale Barone Carlos María Schüel
Il parco Botanico Municipale Barone Carlos María Schüel è una riserva naturale urbana dell'Argentina situata nella città di San Salvador de Jujuy. Fa parte della catena montuosa di Los Perales e si trova nel quartiere omonimo. Occupa una superficie di 15,5 ettari, posizionata tra i 1334 e i 1463 metri sul livello del mare.

## Storia
La creazione deriva da disposizioni amministrative e donazioni private che ne hanno consolidato l'istituzionalizzazione progressiva. In primo luogo, il decreto provinciale numero 5122 del 1968 stabilisce l'accettazione formale di una cessione territoriale effettuata dal cittadino Luis Octavio Baca, destinata alla creazione di un parco. Successivamente, mediante il decreto provinciale 282-H del 1982, si formalizza un accordo interistituzionale tra il Municipio di San Salvador de Jujuy, il Governo della Provincia di Jujuy e l'Università Nazionale di Jujuy, con lo scopo di istituire un parco botanico.
Il nome ufficiale del parco rende omaggio a Carlos María Schüel, nato in Moravia nel 1857 e morto a Jujuy nel 1927. Di formazione tecnica come ingegnere agronomo e specialista in perforazioni, si stabilì nella Provincia di Jujuy nel 1906 assumendo la direzione generale della società El Petróleo Argentino Ltd. Per oltre due decenni sviluppò un'intensa attività multidisciplinare, spaziando tra archeologia, geologia petrolifera, zoologia, botanica e paleontologia, affermandosi come pioniere della ricerca nella regione.
Il parco botanico ha lo status di riserva naturale municipale, sotto la giurisdizione amministrativa del Municipio di San Salvador de Jujuy. Dal 2023, l'area è stata ufficialmente integrata nel Sistema Provinciale delle Aree Naturali Protette.

## Obiettivo, missione e visione
Il parco botanico municipale Carlos María Schüel ha come obiettivo la conservazione di un'area naturale di alto valore ecologico, paesaggistico e culturale nell'ambiente urbano di San Salvador de Jujuy. La sua delimitazione ha avuto lo scopo di evitarne la trasformazione dovuta all'espansione urbana, garantendone l'integrità come ecosistema e la disponibilità per l'uso pubblico. È composto da settori che fungono da boschi protettivi, la cui esistenza mira a salvaguardare la biodiversità locale e offrire servizi ambientali essenziali alla comunità. La missione del parco si concentra sul fornire uno spazio accessibile all'interno della città destinato alla conservazione del patrimonio naturale e culturale, con particolare attenzione agli ecosistemi delle Yungas. Attraverso attività di ricerca, educazione e sensibilizzazione ambientale, si cerca di rafforzare il legame tra la società e il suo ambiente naturale.

## Superficie
Il parco si estende su 15,5 ettari caratterizzati da elevazioni di bassa altitudine, situate tra i 1.400 e i 1.500 metri sul livello del mare. Presenta pendii esposti a nord, sud e ovest, alcuni con pendenze pronunciate. Tra i suoi punti geografici spiccano il portale d'ingresso, situato a 22,16583° di latitudine sud e 65,31142° di longitudine ovest, a 1.334 metri sul livello del mare, e il belvedere noto come Mangrullo, localizzato a 24,16352° di latitudine sud e 65,30930° di longitudine ovest, a 1.462 metri di altitudine.

## Clima
Il clima del Parco è mite e temperato, con una temperatura media annua di 16 °C e un'escursione termica annuale ridotta di circa 11 °C. Le precipitazioni raggiungono una media di 850 mm all'anno. I mesi estivi presentano temperature calde senza estremi termici e registrano il 75% delle piogge annuali. L'inverno è mite e secco, sebbene all'alba possano registrarsi temperature minime inferiori a 0 °C.

## Ecoregione
Il parco botanico si trova su un versante della catena di Los Perales, all'interno dell'ecoregione delle Yungas, e fa parte dei Boschi Protettivi e Permanenti di Jujuy, istituiti con decreto numero 3807. Corrisponde al piano altitudinale della Selva Montana, compreso tra i 700 e i 1500 metri sul livello del mare, in un settore relativamente secco rispetto ad altre aree alla stessa altitudine all'interno della stessa ecoregione. Questa zona presenta una vegetazione densa e diversificata, caratterizzata dall'ospitare un'alta concentrazione di specie vegetali e animali.

## Servizi ecosistemici
Come frammento della foresta delle Yungas, il parco botanico fornisce una serie di servizi ecosistemici cruciali per l'ambiente urbano e i suoi abitanti. Tra le sue funzioni più rilevanti vi sono la captazione dell'acqua, la regolazione termica dell'ambiente, la purificazione dell'aria e la filtrazione delle particelle sospese. Inoltre, agisce come barriera naturale contro l'inquinamento acustico, contribuisce a mitigare gli effetti delle piene fluviali e riduce l'erosione nelle zone in pendenza. La sua vegetazione offre anche habitat alla fauna selvatica locale, facilita il contatto diretto con la natura e migliora il benessere generale, aumentando la qualità della vita della popolazione circostante.

## Flora
Durante il percorso lungo i sentieri, è possibile trovare e identificare diverse specie arboree proprie della foresta nativa. La vegetazione corrisponde al distretto della Selva Montana, della provincia fitogeografica delle Yungas, e include i diversi piani della flora autoctona della Valle di San Salvador de Jujuy. Si osservano inoltre specie introdotte dall'uomo.
Tra le specie arboree tipiche presenti nel parco vi sono il ceibo jujeño (Erythrina falcata), la tipa blanca (Tipuana tipu), il noce creolo (Juglans australis), il cedro coya (Cedrela lilloi), il cebil bianco o horco cebil (Parapiptadenia excelsa), il pata (Agonandra excelsa), il guarán amarillo (Tecoma stans), il carnaval (Senna spectabilis), il chal-chal (Allophylus edulis), l'horco molle (Blepharocalyx salicifolius), il pacará (Enterolobium contortisiliquum) e il coronillo (Gleditsia amorphoides). Si trovano anche altri alberi tipici della vegetazione chaqueña, come il piquillín (Condalia microphylla) e la tusca (Acacia aroma).

## Fauna
Gli uccelli sono gli organismi più rappresentativi e diversificati del parco botanico. Tra le specie più tipiche e appariscenti si trovano il tucano grande, il chiricote (Aramides cajanea), la pava de monte comune (Penelope obscura), il benteveo comune (Pitangus sulphuratus), la rondine barranquera (Notiochelidon cyanoleuca), lo scricciolo comune (Troglodytes aedon), la ghiandaia comune (Cyanocorax chrysops), il tordo ventrerossiccio (Turdus rufiventris), il frutero yungueño (Chlorospingus ophthalmicus), il parula capobruno (Myioborus brunniceps), il fringuello ventrebianco (Atlapetes torquatus), lo zampognaro (Zonotrichia capensis) e lo yapú (Psarocolius decumanus). Nell'area protetta vivono inoltre alcuni esemplari di corzuela (Mazama sp.), come il corzuela maschio e il corzuela giovane, che, essendo abituati alla presenza umana, sono facilmente visibili.

## Turismo
Escursionismo e passeggiate guidate
Il parco dispone di sentieri segnalati che permettono di esplorarne la biodiversità, con tre livelli di difficoltà, adatti a diverse capacità. Le passeggiate guidate permettono di conoscere le specie vegetali e la storia del luogo.
Belvedere panoramici
Da diversi punti elevati all'interno del parco, i visitatori possono godere di viste sulla città e i suoi dintorni.
Aree picnic
Il parco offre spazi appositamente designati per picnic.
Osservazione degli uccelli
La diversità floreale del parco attira una grande varietà di uccelli.
Eventi e laboratori
Durante l'inverno, il parco organizza eventi e laboratori educativi su giardinaggio, conservazione ambientale e altri temi.
Centro interpretativo
Il parco è dotato di un centro interpretativo, che funge da introduzione al valore della riserva naturale.